# Comuna Korycin
Comuna Korycin este situată în Voievodatul Podlasia, Polonia. Suprafața comunei este de 117,32 km², iar pe teritoriul ei locuiesc 3561 de persoane (2004). Din punct de vedere administrativ, comuna este compusă din 32 de sołectwo-uri. Se învecinează cu comunele: Suchowola, Janowo, Jasionówka, Czarna Białostocka și Jaświły.